# Daniel Fernández Torres
Daniel Fernández Torres (* 27. April 1964 in Chicago) ist ein US-amerikanischer Geistlicher und emeritierter Bischof von Arecibo.

## Leben
Daniel Fernández Torres wurde in Chicago als Sohn einer puerto-ricanischen Familie geboren. In Puerto Rico begann er zunächst ein Studium als Wirtschaftsingenieur, ehe er ins Priesterseminar eintrat. Er empfing am 7. Januar 1995 die Priesterweihe und studierte von 1996 bis 1998 dogmatische Theologie an der Päpstlichen Universität Gregoriana. Er wirkte zunächst als Pfarrer und wurde im Jahr 2000 Regens des Priesterseminars des Bistums Arecibo, was er bis 2005 blieb. In der Diözese war Daniel Fernández zudem Mitglied des Priesterrats.
Papst Benedikt XVI. ernannte ihn am 14. Februar 2007 zum Weihbischof in San Juan de Puerto Rico und Titularbischof von Sufes. Der Erzbischof von San Juan de Puerto Rico, Roberto Octavio González Nieves OFM, spendete ihm am 21. April desselben Jahres die Bischofsweihe; Mitkonsekratoren waren Iñaki Mallona Txertudi CP, Bischof von Arecibo, und Ulises Aurelio Casiano Vargas, Bischof von Mayagüez.
Am 24. September 2010 wurde er zum Bischof von Arecibo ernannt und am 3. Oktober desselben Jahres in dieses Amt eingeführt. Im Dezember 2020 forderte er in einem offenen Brief den neuen Gouverneur von Puerto Rico Pedro Pierluisi auf, den Prozess des Gender-Mainstreaming zu stoppen. Diese Politik sieht er als „sexuellen Klassenkampf“ an und kritisiert, dass aus seiner Sicht die „angebliche Befreiung der Frauen in einen Kampf gegen Religion“ verwandelt werde.
Papst Franziskus entband Fernández Torres am 9. März 2022 von der Leitung des Bistums Arecibo. Zuvor hatte der Bischof Menschen verteidigt, die Impfpflichten gegen COVID-19 nicht nachkommen wollen, und sich geweigert, bei Franziskus ein Rücktrittsgesuch einzureichen. Am Tag nach seiner Entpflichtung bekräftigte er seine Position und erklärte, er fühle sich „gesegnet, unter Verfolgung und Verleumdung zu leiden“. Gleichzeitig betonte Fernández Torres seine Treue zur katholischen Kirche und dem Papst, trotz seiner „Ratlosigkeit über eine unverständliche Willkür“.